# Breda A.8
Il Breda A.8, citato anche come Breda A8, era un bombardiere notturno bimotore biplano realizzato dall'azienda italiana Società Italiana Ernesto Breda negli anni venti e rimasto allo stadio di prototipo.

## Storia

### Sviluppo
Nella seconda parte degli anni venti la Breda decise di sviluppare una versione migliorata del precedente bombardiere quadrimotore A.3, progettato dall'ingegnere Ugo Abate
, che aveva volato per la prima volta a Sesto San Giovanni nell'autunno 1924. Il nuovo modello, che ne riproponeva l'impostazione generale caratterizzata dalla configurazione alare biplano-sesquiplana, con struttura mista in legno e metallo. Le due unità motrici Lorraine-Dietrich 12 Db da 400 CV (294 kW) ciascuno, azionavano eliche bipala lignee, ed erano collocate in gondole installate sull'ala inferiore. Nelle intenzioni del progettista il bimotore avrebbe dovuto migliorare le mediocri caratteristiche di volo dimostrate dai voli di prova dalla precedente versione A.3.
L'aereo andò in volo per la prima volta nel 1927, evidenziando però, al pari del suo predecessore, prestazioni modeste. Per cercare di migliorare le caratteristiche generali venne quindi deciso di sostituire gli originali propulsori con i più potenti Isotta Fraschini Asso 500 da 500 CV (368 kW) non riuscendo comunque ad ottenere miglioramenti sostanziali e determinando così l'abbandono di ogni ulteriore sviluppo da parte della Regia Aeronautica

## Utilizzatori
Italia
- Regia Aeronautica (previsto)

### Periodici
- Giorgio Apostolo, Ali Tricolori. Gli Aerei militari italiani 1923-1934, in Storia Militare Dossier, n.8, Parma, Ermanno Albertelli, maggio-giugno 2013,  p. 148.